# Купиноваць (Хорватія)
45°56′ пн. ш. 16°53′ сх. д. / 45.94° пн. ш. 16.89° сх. д.
Купиноваць (хорв. Kupinovac) — населений пункт у Хорватії, у Б'єловарсько-Білогорській жупанії у складі міста Б'єловар.

## Населення
Населення за даними перепису 2011 року становило 144 осіб.
Динаміка чисельності населення поселення: